# إسحاق أكونا
إسحاق أكونا (بالإسبانية: Isaac Acuña)‏ هو لاعب كرة قدم مكسيكي، ولد في 18 أغسطس 1989 في كاليكسيكو في الولايات المتحدة. شارك مع منتخب المكسيك لكرة القدم. أما مع النوادي، فقد لعب مع أتلانتي إف سي ونادي أمريكا.

## وصلات خارجية
- إسحاق أكونا على موقع قاعدة بيانات كرة القدم.إي يو (الإنجليزية)
- إسحاق أكونا على موقع Soccerway.com (الإنجليزية)
- إسحاق أكونا على موقع عالم كرة القدم.نت (الإنجليزية)